# Dresdner Bank

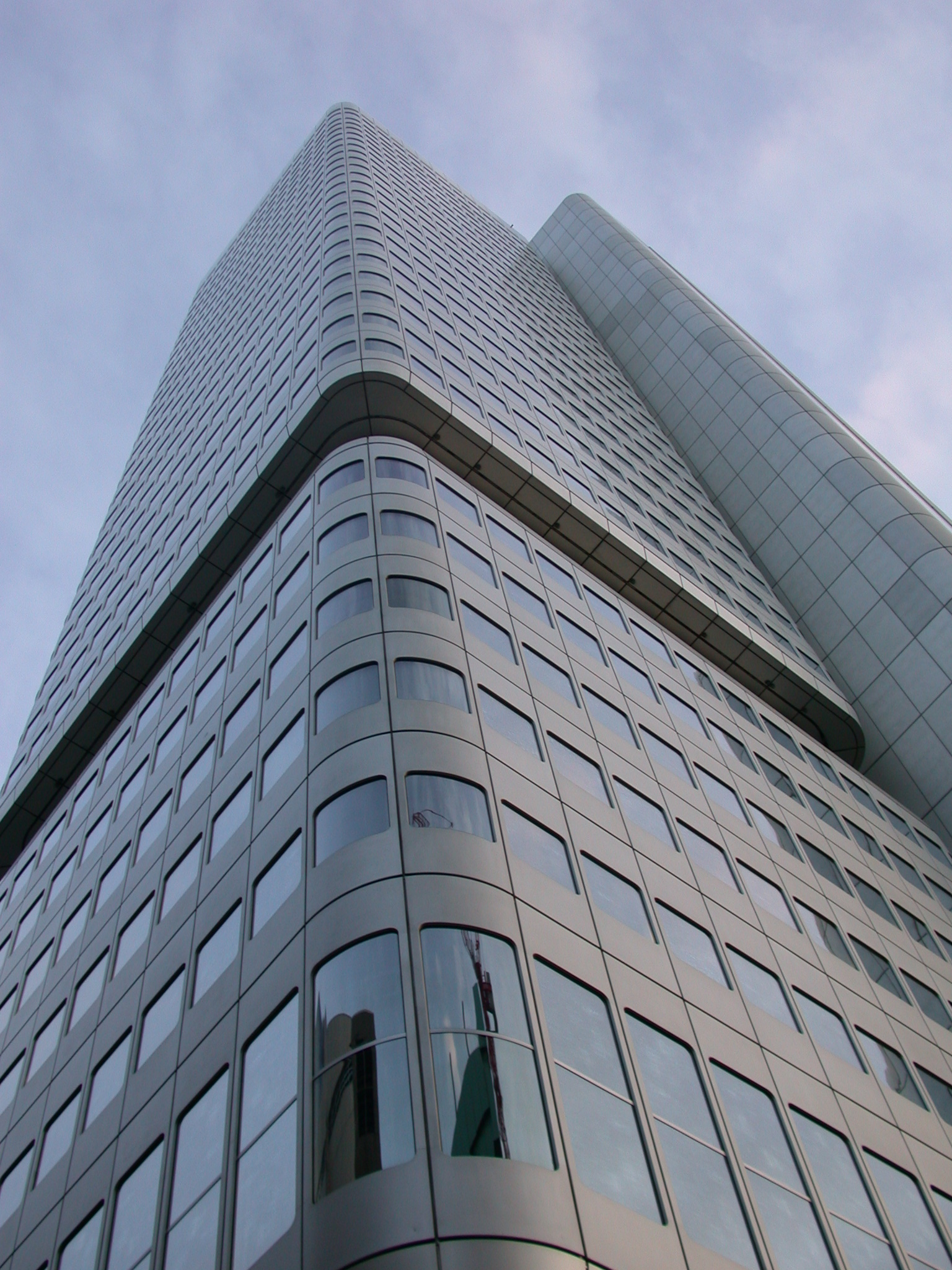
Edificio Dresdner-Bank-Hochhaus (1978). Alberga parte de la administración central del Dresdner Bank en Fráncfort del Meno.

El Dresdner Bank AG (Banco de Dresde) es un banco con sede en Fráncfort del Meno, Alemania. Desde hace tiempo, la compañía es uno de los cinco bancos más importantes de Alemania. En 2001 fue integrada como filial en el consorcio Allianz. Fue el tercer banco más grande en Alemania en 2007, hasta que en 2009, Commerzbank adquirió todas sus acciones.